# Du hättest gehen sollen (Film)
Du hättest gehen sollen (Originaltitel: You Should Have Left) ist ein US-amerikanischer Horrorfilm von David Koepp aus dem Jahr 2020. Der Film basiert auf der gleichnamigen Novelle von Daniel Kehlmann. Die Hauptrollen übernahmen Kevin Bacon und Amanda Seyfried.

## Handlung
Theo Conroy war einst ein erfolgreicher Banker und ist sehr wohlhabend. Als seine Frau Caroline im Bad starb, wurde er als ihr Mörder verdächtigt, jedoch freigesprochen. Nach diesen für ihn traumatischen Ereignissen trat er in den Ruhestand und heiratete die deutlich jüngere Schauspielerin Susanna, mit der er die gemeinsame nunmehr 6-jährige Tochter Ella hat. Um seine Erlebnisse zu verarbeiten, nimmt er Medikamente, schreibt Tagebuch und hört regelmäßig einen Meditationspodcast. Dennoch wird er Nacht für Nacht von Albträumen heimgesucht. In der Eröffnungssequenz sieht man einen solchen: Ein mysteriöser Mann (später „Stetler“ genannt) bedroht seine Tochter Ella.
Der wesentliche Altersunterschied zwischen Theo und Susanna (das konkrete Alter wird nie genannt, aber Bacon war zum Zeitpunkt des Drehs 60-jährig, Seyfried 33-jährig) belastet die Ehe. Theo ist eifersüchtig und misstrauisch, vor allem weil seine Frau ständig am Handy mit anderen schreibt. Nachdem er sie am Filmset besuchen wollte, nicht vorgelassen wurde und ihr so aus der Ferne bei einer Sexszene zuhören musste, bittet er sie, zu dritt eine Auszeit in einem abgelegenen Ort zu nehmen. Über eine Webseite bucht Susanna, die in London drehen muss, ein Haus in Wales, ohne den Besitzer Stetler dabei persönlich zu sprechen.
Bei der Ankunft sind zunächst alle sehr angetan vom modernen Design des Hauses und der malerischen Landschaft. In der Nacht geschehen aber seltsame Dinge: Ella sieht vor dem Einschlafen einen Schatten an der Wand, Lichter lassen sich nicht ausschalten oder gehen von alleine wieder an, im Waschraum hängt ein Polaroidfoto eines düsteren Gangs. Theo geht um 22:35 nur kurz aus dem Schlafzimmer, als er zurückkommt, ist es bereits 3:12 Uhr, was er aber nicht merkt und dann sehr lange schläft. Als er im nahegelegenen kleinen Dorf einkauft, fragt ihn der Ladenbesitzer, ob „schon was vorgefallen“ sei und ob er Stetler, den Hausbesitzer, bereits getroffen habe. Theo verneint. Statt Rückgeld gibt der Besitzer ihm ein Geodreieck mit der rätselhaften Aufforderung, „den rechten Winkel nachzumessen“. Vor seinem Auto versperrt eine Waliserin Theo den Weg und fragt ihn ebenfalls nach dem Haus und Stetler. Als er auch ihr erklärt, nie mit Stetler gesprochen zu haben, antwortet sie: „Sie haben Stetler nie gesehen? Aber er sie schon!“
Bei seiner Rückkehr muss Theo verärgert feststellen, dass Susanna der Tochter von seiner Vergangenheit erzählt hat. Sie streiten und es stellt sich heraus, dass beide meinen, der jeweils andere hätte ihnen den Link zum Haus zugeschickt. Beim Abendessen herrscht dicke Luft und Susanna tippt weiterhin ständig am Handy. Während sie ein Bad nimmt, kontrolliert Theo hastig ihre Nachrichten und E-Mails, kann aber nichts Verdächtiges finden. Daraufhin entschuldigt er sich für sein Verhalten.
Er geht nach unten, um sich bei Meditation zu entspannen und hat plötzlich eine Vision seiner toten Exfrau in der Badewanne. Er schrickt auf und bemerkt entsetzt, dass in seinem Tagebuch wie von Geisterhand hingeschrieben die Warnung: „Geh. Du solltest gehen. Geh sofort“, steht. Dann entdeckt er eine Türe, die zuvor nicht da war und in ein von schwankendem Licht erleuchtetes Treppenhaus führt. Er geht die Treppe hinunter und kommt in einen düsteren Flur. Am Boden liegen Fotos, die ihn mit seiner Frau im Bett zeigen. Er findet Ella durchnässt und leblos in einem bunkerartigen Raum. Um aus dem Albtraum aufzuwachen, rammt er sich eine zerbrochene Flasche in den Hals und findet sich im Bett neben Susanna wieder, der er den Traum erzählt. Sie sagt ihm, er sei gleich nach dem Sex eingeschlafen und habe das Zimmer nie verlassen. Gemeinsam kontrollieren sie das Haus. An der Stelle der Türe aus dem Traum steht ein Bücherregal. Susanna gesteht aber, dass auch ihr das Haus nicht gefalle, und sie beschließen wieder abzureisen.
Beim Packen schaut Theo gerührt Susanna und Ella draußen beim Spielen zu und schickt Susanna eine Nachricht. Er sieht sie auf ihrem Handy schreiben, während neben ihm ein weiteres Handy vibriert, und realisiert, dass sie ein Zweithandy hat. Eilig kontrolliert er nun auch sein Tagebuch und findet die Warnung aus dem Traum tatsächlich darin und auf der folgenden Doppelseite die neuen Worte: „Du hättest gehen sollen. Jetzt ist es zu spät.“ Theo stellt Susanna zur Rede, die gesteht, eine Affäre zu haben. Gefasst befiehlt er ihr zu verschwinden, er brauche „eine Nacht für sich“. Ella solle sie hierlassen. Susanna fährt weinend weg.
Beim kargen Abendessen stößt die missvergnügte Ella ein Glas um und das ausgeschüttete Wasser verhält sich merkwürdig. Theo misst mit dem Geodreieck die Winkel zwischen Boden und Wand und kommt nicht auf 90 Grad, obwohl die Wände senkrecht scheinen. Zusammen mit Ella misst er auch die Breite der Küche und erkennt, dass der Raum innen 2 Meter länger ist als draußen. Als Ella ihre Jacke holen will, findet sie sich plötzlich in dem dunklen Flur aus Theos Traum wieder. In einem Raum sieht sie unter einem Kronleuchter die Leiche von Theos Exfrau in einer Badewanne. Als die sich bewegt, prallt sie mit „Stetler“ zusammen und ruft verzweifelt nach ihrem Vater. Der sucht sie fieberhaft im Haus, wo die Türen aber allesamt in falsche Räume und Flure führen. Er findet sie schließlich im Entree und verspricht ihr, das unheimliche Haus zu verlassen. Er ruft Susanna an, damit sie sie abhole, erreicht sie aber nicht. Dann telefoniert er dem Ladenbesitzer und bittet ihn um ein Taxi. Der antwortet nur, es gebe hier keine Taxis, fragt stattdessen, ob Theo schon das Geodreieck benutzt habe, und erzählt eine Sage vom Haus:

„Vor diesem Haus stand dort schon ein anderes und davor stand ein Turm da. Der Teufel baute einen Turm, um Seelen zu fangen, und Gott hat ihn zerstört, aber der Teufel baute ihn wieder auf, immer wieder. In dem Haus haben immer Menschen gewohnt, manche bleiben sogar für immer. Normalerweise finden die Richtigen das Haus, aber vielleicht ist es auch umgekehrt, vielleicht findet das Haus die Bewohner.“

Als der Ladenbesitzer auflegt, hört Theo „Stetlers“ Stimme, die ihm zuraunt: „Ich bin da. Ich bin immer da.“ Er versucht nun, mit Ella zu Fuß zu fliehen. In der erleuchteten Küche sehen sie von draußen eine schemenhafte Gestalt, die ihnen nachsieht. Nach mühevollem Marsch landen sie wieder vor dem Haus und sind wegen der herrschenden Kälte gezwungen, wieder einzutreten. Damit sie sich nicht abermals verlieren, schlafen sie im selben Bett. In der Nacht überschlagen sich die Ereignisse. Theo verirrt sich wieder und gelangt in das Zimmer mit seiner toten Exfrau, die sich auf ihn wirft. Er rennt von Zimmer zu Zimmer, seine Uhr spielt verrückt. In Flashbacks sieht er verschiedene Stationen seit seiner Ankunft im Haus, dabei schreibt er selbst die mahnenden Worte in sein Tagebuch. Als es ihm gelingt, die Treppe im Entree zu erklimmen, ist es plötzlich Tag und ruhig und er sieht, wie draußen Susanna mit dem Auto vorfährt. Dann ist er wieder im Raum mit der Badewanne und trifft auf „Stetler“, der ihm sagt: „Ich habe viele Namen und viele Gesichter, und für dich ist schon lange ein Zimmer frei.“ Theo versucht vergeblich, Stetler umzubringen, und ruft immer wieder: „Ich habe es nicht getan!“ Schließlich entpuppt sich Stetler als er selbst. Theo hört Ella rufen und bittet Stetler, sie zu verschonen. Er findet Ella, sagt ihr, nicht der zu sein, den sie glaube, dass er sei, und trägt sie aus dem dunklen Keller zu Susanna, die draußen wartet. Er setzt Ella wortlos ins Auto und gibt ihr einen Abschiedskuss auf die Stirn. Dann gesteht er Susanna, seine Frau ermordet zu haben. Er hätte sie retten können, habe es aber nicht getan, weil er sie seit Jahren gehasst habe. Er eröffnet, im Haus zu bleiben, wo er „hingehöre“. Susanna und Ella fahren weg.
In den letzten Einstellungen sieht man Theo nachts in der Küche, wie er sich selbst und Ella beim Fluchtversuch zusieht. Zuletzt erfährt man, dass das Haus wieder zur Vermietung freigegeben wird.

## Produktion
Daniel Kehlmanns Horrornovelle Du hättest gehen sollen erschien Ende 2016, die englische Übersetzung unter dem Titel You should have left 2017. Kevin Bacon machte David Koepp, mit dem er bereits 1999 für den Horrorfilm Echoes – Stimmen aus der Zwischenwelt zusammengearbeitet hatte, auf den Stoff aufmerksam und die beiden sicherten sich 2018 die Filmrechte beim Rowohlt Verlag. Als Produktionsgesellschaft gewannen sie die für günstig produzierte Horrorfilme bekannten Blumhouse Productions (u. a. Paranormal Activity, Get Out) unter Leitung von Jason Blum. Das Projekt wurde im März 2018 bekanntgegeben. Im Juni 2018 sagte Amanda Seyfried für die weibliche Hauptrolle zu. Die Dreharbeiten fanden im Herbst 2018 statt. Als Stetler-Haus wurde das 2016 vom Architekten John Pawson errichtete „Life House“ in der Ortschaft Llanbister in Wales benutzt. Um das Haus bedrohlicher wirken zu lassen, fügte man mittels CGI ein zusätzliches Stockwerk hinzu. Weitere Drehorte waren Jersey City und Cresskill in den USA.
Die für den Vertrieb zuständigen Universal Pictures entschieden sich aufgrund der COVID-19-Pandemie gegen einen Kinostart und veröffentlichten den Film am 18. Juni 2020 direkt über Video-on-Demand.

## Synchronisation
Die deutsche Synchronfassung entstand nach einem Dialogbuch von Klaudia Szulik und unter der Dialogregie von Klaus Terhoeven.
| Rolle         | Darsteller       | Synchronsprecher |
| ------------- | ---------------- | ---------------- |
| Theo Conroy   | Kevin Bacon      | Udo Schenk       |
| Susanna       | Amanda Seyfried  | Magdalena Turba  |
| Ella          | Avery Tiiu Essex | Marie Düe        |
| Ladenbesitzer | Colin Blumenau   | Gerald Schaale   |

## Kritik
Die Kritiken waren gemischt. Die Webseite Rotten Tomatoes ermittelte ein Rating von 38 %, basierend auf 9 positiven sowie 15 kritischen Rezensionen mit einer durchschnittlichen Bewertung von 4,6 von 10 möglichen Punkten, sowie eine Nutzerwertung von 26 % mit einer durchschnittlichen Bewertung von 2,6 bei 5 möglichen Punkten. Im Kritiker-Konsens der Seite heißt es:

„You Should Have Left hints at a genuinely creepy experience, but never quite manages to distill its intriguing ingredients into a consistently satisfying whole.“

„Du hättest gehen sollen deutet eine wirklich gruselige Erfahrung an, schafft es aber nie ganz, seine spannenden Zutaten zu einem durchweg überzeugenden Ganzen zu destillieren.“

Die Webseite Metacritic errechnete einen durchschnittlichen Metascore von 46 bei 100 möglichen Punkten, ausgehend von 27 Kritiken renommierter Medien, und eine Nutzerwertung von 5,3 bei 10 möglichen Punkten. Auf IMDb hat der Film eine durchschnittliche Bewertung von 5,4 bei 10 möglichen Punkten.